# Tipula fascipennis
Tipula fascipennis är en tvåvingeart som beskrevs av Johann Wilhelm Meigen 1818. Tipula fascipennis ingår i släktet Tipula och familjen storharkrankar. Arten är reproducerande i Sverige. Inga underarter finns listade i Catalogue of Life.

## Bildgalleri

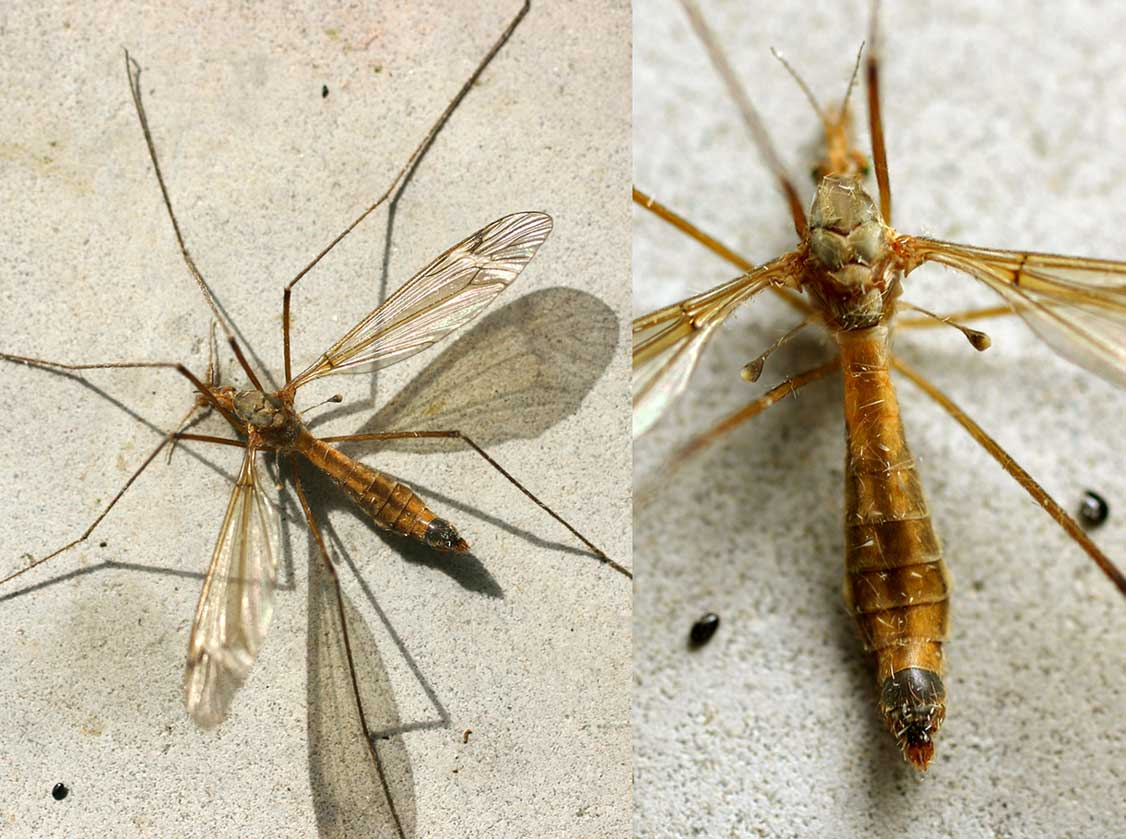
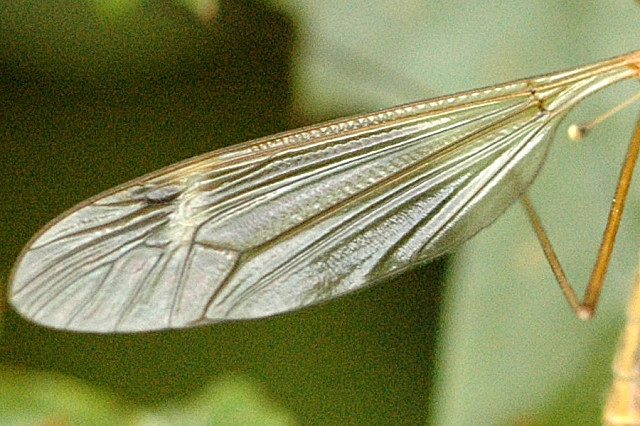